# Książę Nicości
Książę Nicości jest serią fantasy napisaną przez Kanadyjczyka Richarda Scotta Bakkera, opowiadającą o losach Anasûrimbora Kellhusa, błyskotliwego wojownika-mnicha. Kellhus odznacza się niezwykłymi mocami przewidywania i perswazji, które pochodzą ze spokoju umysłu i głębokiego zrozumienia świata.
Elementem wyróżniającym serię Księcia Nicości spośród jej podobnych jest fakt, że filozofii została przypisana bardzo istotna rola. Fabuła, postacie, otoczenie i metafizyka Księcia Nicości są powiązane z filozofią, charakterystyczną dla serii.
Bakker wspomniał, że wpływ na trylogię miały prace Tolkiena i Franka Herberta.

## Części trylogii
- Mrok który nas poprzedza (2004)
- Wojownik prorok (2005)
- Myśl tysiąckrotna (2006)

## Świat
Akcja Księcia Ciemności ma miejsce na fikcyjnym kontynencie Eärwa, oddzielonym od innego kontynentu (który pojawia się jedynie jako wzmianka) o nazwie Eänna. Bakker bazował na wielu kulturach, jako inspiracji (np: hellenistyczna Grecja, Scytia, Bliski Wschód, Cesarstwo bizantyjskie, kilka innych kultur europejskich) i stworzył świat brutalny i mroczny. Tło jest bardzo rozległe i nawiązuje w wyraźny sposób do czasów pierwszej krucjaty.